# وايت ونايت
وايت ونايت (بالإنجليزية: Wyatt Knight)‏ هو ممثل أمريكي، ولد في 20 يناير 1955، وتوفي في 25 أكتوبر 2011 في الولايات المتحدة.

## أعمال

### مسلسلات
- ذا والتونز

## وصلات خارجية
- وايت ونايت على موقع IMDb (الإنجليزية)
- وايت ونايت على موقع ألو سيني (الفرنسية)
- وايت ونايت على موقع أول موفي (الإنجليزية)
- وايت ونايت على موقع قاعدة بيانات الأفلام السويدية (السويدية)
- وايت ونايت على موقع قاعدة بيانات الفيلم (الإنجليزية)
- وايت ونايت على موقع كينوبويسك (الروسية)